# Dina De Rentiis
Dina De Rentiis (* 1964) ist eine deutsch-italienische Romanistin, Komparatistin und Hochschullehrerin.

## Leben
Dina De Rentiis studierte in Florenz und Berlin mit Aufenthalten in New York und Paris. Sie wurde 1994 an der Freien Universität Berlin mit einer Arbeit über die Imitatio im 12. bis 16. Jahrhundert promoviert. Die Arbeit wurde 1998 mit dem Preis für Romanische Literaturwissenschaft zu Ehren von H. Friedrich und E. Köhler ausgezeichnet. De Rentiis habilitierte sich 2000 an der Technischen Universität Berlin mit einer Arbeit über die Verwendung von Metaphern und Vergleichen bei den französischen Historikern der Restaurationszeit (Prosper de Barante, Augustin Thierry, Jules Michelet) und bei Émile Zola. Seit 2002 ist sie Inhaberin des Lehrstuhls für Romanische Literaturwissenschaft an der Otto-Friedrich-Universität Bamberg. Dort wirkte sie unter anderem von der Gründung bis zum Erreichen der Höchstförderungsdauer als Mitglied im DFG-Graduiertenkolleg „Generationenbewusstsein und Generationenkonflikte in Antike und Mittelalter“.

## Forschung und Lehre
Der Hauptschwerpunkt in der Forschung von Dina De Rentiis ist eine neue Metatheorie, die Chresiologie. Ziel der Chresiologie ist es, bei der Handhabung von Sprache in der geisteswissenschaftlichen Forschung Relationierung vor Bedeutungszuschreibung und Systemzuschreibung zu priorisieren. Ihre weiteren Forschungsschwerpunkte sind die kritische Theorie, Kunst- und Geisteswissenschaften, vergleichende Kulturwissenschaften und vergleichende Literaturwissenschaft. Konkret untersucht sie vor allem die Bedingungen und Konsequenzen der Verwendung von sprachlichen Ausdrücken und stereotypisierten Bildern beziehungsweise Vergleichen wie zum Beispiel „imitatio“, "unheimlich", „Heros“, „Lokalkolorit“, das „Bienengleichnis“, oder die „Wiederbelebung der Vergangenheit“. In der Lehre arbeitet De Rentiis als Philologin mit Schwerpunkt romanischer Literaturwissenschaft sowie Medien- und Kulturwissenschaft.

## Schriften (Auswahl)

### Monographien
- Figur und Psyche. Neudefinition des Unheimlichen, University of Bamberg Press, Bamberg 20162 Romanische Literaturen und Kulturen 7; erste Auflage: 2013, ISBN 978-3-86309-389-1. (Digitalisat).
- Die Zeit der Nachfolge. Zur Interdependenz von imitatio Christi und imitatio auctorum im 12. bis 16. Jahrhundert. De Gruyter, Berlin/New York 2012, Niemeyer, Tübingen 1996, ISBN 978-3-484-52273-2.
- Interfigurationen. Das Erzählen als „peinture“ und „résurrection“ bei den „historiens romantiques“ und bei Émile Zola, Univ. of Bamberg Press, Bamberg 2011, ISBN 978-3-86309-072-2. (Digitalisat).

### Herausgegebene Bände
- Hrsg. mit M. Ulrich: Animalia in fabula. Interdisziplinäre Gedanken über das Tier in der Sprache, Literatur und Kultur., University of Bamberg Press, Bamberg 2014, ISBN 978-3-86309-168-2. (Digitalisat)
- Hrsg. mit Chr. Houswitschka: Healers and Redeemers. The Reception and Transformation of their Medieval and Late Antique Representations in Literature, Film and Music. Wissenschaftlicher Verlag Trier, Trier 2010. (Digitalisat)
- Hrsg. mit U. Siewert: Generationen und gender in mittelalterlicher und frühneuzeitlicher Literatur, Univ. of Bamberg Press, Bamberg 2010, ISBN 978-3-923507-57-3. (Digitalisat).
- Hrsg. mit M. Zimmermann: The City of Scholars. New Approaches to Christine de Pizan. Walter de Gruyter, Berlin/New York 1994, ISBN 978-3-11-013879-5. (Digitalisat)